# Шуберт, Фридрих Вильгельм
Фридрих Вильгельм Шуберт (нем. Friedrich Wilhelm Schubert; 20 мая 1799, Кёнигсберг — 21 июля 1868, там же) — немецкий статистик, историк и политический деятель, член-корреспондент Санкт-Петербургской академии наук.

## Биография
Фридрих Вильгельм Шуберт родился 20 мая 1799 года в городе Кёнигсберге (Восточная Пруссия). По окончании средней школы обучался на кафедре истории в университете родного города.
Продолжительное время занимал должность профессора в альма-матер, где впоследствии неоднократно был ректором, а также преподавал в Берлинском университете. Среди его учеников был  Иоганн Карл Лео Холевиус.
В 1848 году Шуберт был избран в немецкое национальное собрание.
В 1864 году назначен пожизненным членом прусской палаты господ.
Шуберт был женат дважды.
Фридрих Вильгельм Шуберт умер 21 июля 1868 года в Кёнигсберге.
Согласно Энциклопедическому словарю Брокгауза и Ефрона:
«Главное его сочинение: „Das Handbuch der allgemeinen Staatskunde von Europa“ (т. I, ч. 1—4; т. II, ч. 1—3, Кенигсберг, 1835—48). Практический комментарий к юридической части этого сочинения составляет „Sammlung der Verfassungsurkunden und Grundgesetze der Stadten Europas und der nordamerik. Freistaaten“ (Кенигсберг, 1840—50).»
Около века спустя, Ханс-Генрих Басс охарактеризовал его как «одного из наиболее дальновидных экономистов XIX века».